# Repassage des seins
 (mai 2025).
Si vous disposez d'ouvrages ou d'articles de référence ou si vous connaissez des sites web de qualité traitant du thème abordé ici, merci de compléter l'article en donnant les références utiles à sa vérifiabilité et en les liant à la section « Notes et références ».
Le repassage des seins est une pratique traditionnelle répandue notamment au Cameroun (où près d'un quart des femmes l'auraient subi[source insuffisante]) qui vise à freiner le développement de la poitrine des jeunes filles. Le procédé consiste en un « massage » réalisé avec des objets chauffés (pierre à écraser, pilon, spatule, etc.) ou non (pétrole, herbes, serre-seins, etc.). Cette pratique taboue qui a lieu entre 8 et 15 ans[source insuffisante] est moins médiatisée que l'excision (d'autant qu'elle n'engage généralement que la mère et la fille). Elle n'en constitue pas moins un traumatisme psychologique et physique pour certaines de celles qui en ont été victimes. Il favoriserait, entre autres, le développement du cancer du sein[source insuffisante] et des difficultés voire une absence d'allaitement lors des futures grossesses,,[source insuffisante] (les raisons seraient un blocage mental dû au traumatisme vécu).
La fonction prétendue du repassage des seins n'a rien de religieux, il vise à retarder le passage à l'adolescence des jeunes filles afin que les garçons ne soient pas attirés par elles, qu'elles n'aient pas une sexualité précoce, et ainsi éviter une grossesse non désirée afin de leur permettre de suivre des études le plus longtemps possible[source insuffisante]. Malgré cette pratique, un tiers des Camerounaises se retrouvent mères avant l'âge de 16 ans[source insuffisante].
La photojournaliste Heba Khamis a documenté le repassage des seins au Cameroun dans son projet Banned Beauty.

### Sources et bibliographie
: document utilisé comme source pour la rédaction de cet article.

- (en) Rosaline Ngunshi Bawe, « Breast Ironing : A harmful traditional practice in Cameroon » [PDF], sur ohchr.org, Gender Empowerment and Development (GED), 24 août 2011.
- (en) Mark Dike DeLancey, Rebecca Neh Mbuh et Mark W. Delancey, « Breast ironing », dans Historical Dictionary of the Republic of Cameroon, Lanham (MD), Scarecrow Press, coll. « Historical Dictionaries of Africa » (no 113), 2010, 4e éd., XXXVII-491 p. (ISBN 978-0-8108-5824-4 et 978-0-8108-7399-5), p. 78 [lire en ligne].
- (en) Flavien Ndonko et Germaine Ngo'o, Study on Breast Modeling in Cameroon, Yaoundé, Gesellschaft für Technische Zusammenarbeit (GTZ) et Réseau national des associations de tantines (RENATA), 2006.
- (es) Ignacio González Blanco, Eva Martín Medrano, Ana Arnal Burró, Ana Moreno Reviriego, Elsa Arias Valdés et Fernando Vázquez Camino, « Planchado de senos : una realidad no justificable en el siglo XXI », Progresos de Obstetricia y Ginecología, vol. 58, no 4,‎ avril 2015, p. 202–204 (DOI 10.1016/j.pog.2014.07.004).
- (es) Nchong Ojong Eyumeneh, « Planchado de senos, un caso de violencia silenciosa contra niñas en Camerún », República y Derecho, Universidad Nacional de Cuyo, vol. 8, no 8,‎ 2023 (DOI 10.48162/rev.100.003).
- (en) Alessandra Glover Williams et Fiona Finlay, « Breast ironing : an under-recognised form of gender-based violence », Archives of Disease in Childhood (en), vol. 105, no 1,‎ janvier 2020 (PMID 31405904, DOI 10.1136/archdischild-2019-317441).
- (en) Fikrejesus Amahazion, « Breast ironing : A brief overview of an underreported harmful practice », Journal Of Global Health, vol. 11,‎ 2021, article no 03055 (PMID 33828838, PMCID PMC8005301, DOI 10.7189/jogh.11.03055).